# Fahrelnissa Zeid
Fahrelnissa Zeid, arab. فخر النساء زيد, Fachr an-nisa Zajd, ur. Fahrünissa Şakir (ur. 7 stycznia 1901 na wyspie Büyükada, zm. 5 września 1991 w Ammanie) – turecka artystka znana z wielkoformatowych obrazów abstrakcyjnych z kalejdoskopowymi wzorami, choć tworzyła także rysunki, litografie i rzeźby. Jej twórczość łączyła elementy sztuki islamskiej i bizantyjskiej z abstrakcją i innymi wpływami z Zachodu. Zeid była jedną z pierwszych kobiet, które studiowały na Akademii Sztuk Pięknych w Stambule. Wielokrotnie się przeprowadzała, mieszkając w Stambule, przedwojennym Berlinie i powojennym Paryżu. Jej prace były wystawiane w Paryżu, Nowym Jorku i Londynie, w tym w londyńskim Institute of Contemporary Arts w 1954 roku. W latach 70. przeprowadziła się do stolicy Jordanii, gdzie założyła szkołę artystyczną. W 2017 roku londyńska galeria Tate Modern zorganizowała dużą retrospektywę artystki i nazwała ją „jedną z największych artystek XX wieku”. Jej największa praca, którą sprzedano na aukcji, Ku niebu (1953), została sprzedana za prawie milion funtów w 2017 roku. 
W latach trzydziestych Zeid wyszła za mąż za członka haszymidzkiej rodziny królewskiej w Iraku, przez co nadano jej tytuł księżnej; została matką księcia Ra'ada bin Zeida i babcią księcia Zeida bin Ra'ada.

## Życiorys

### Młodość
Fahrelnissa Zeid urodziła się jako Fahrünissa Şakir na wyspie Büyükada (leżącej na Morzu Marmara, w pobliżu Stambułu) w znaczącej osmańskiej rodzinie. Jej wujek Cevat Çobanlı Pasha w latach 1891–1895 służył jako wielki wezyr Imperium Osmańskiego. Jej ojciec, Kabaağaçlızade Mehmet Şakir Pasha, został mianowany ambasadorem w Grecji, gdzie poznał jej przyszłą matkę, Sarę İsmet Hanım. W 1913 roku ojciec został śmiertelnie postrzelony w nieszczęśliwym wypadku przez jej brata, który został osądzony i skazany za morderstwo. Dla Zeid, wraz z matką i trzema siostrami, oznaczało to początek trudnych warunków życiowych. 

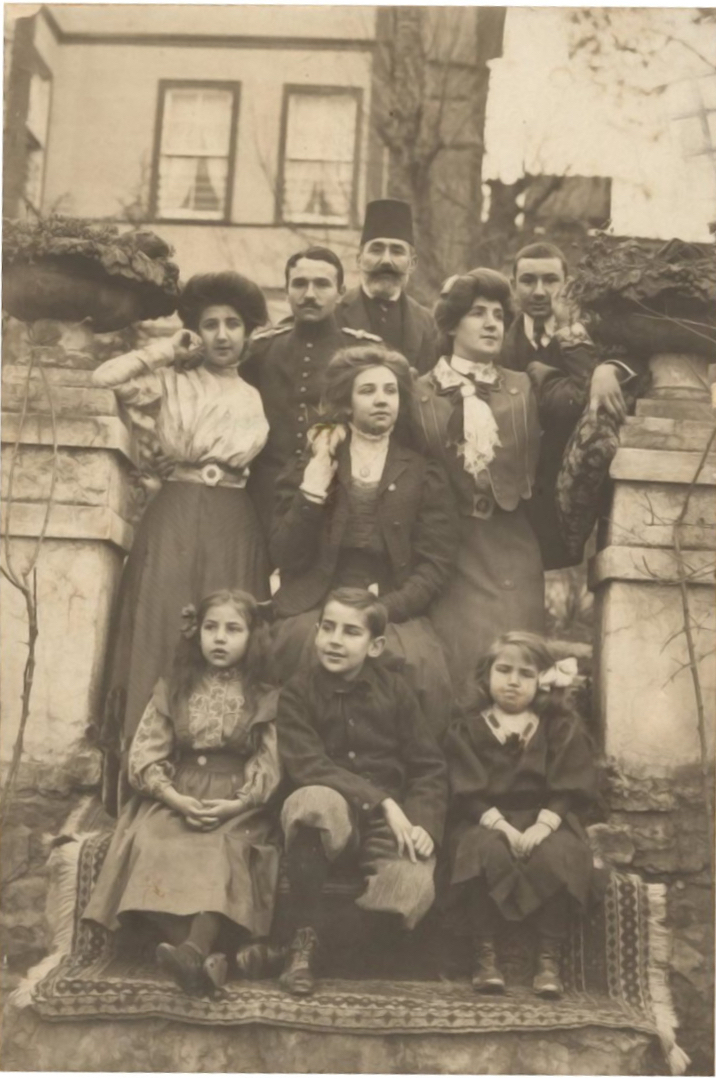
Fahrünissa Şakir (z lewej) z rodziną, Büyükada (ok. 1910)

Zeid zaczęła rysować i malować w młodym wieku. Jej najwcześniejsza praca, która przetrwała, to portret babci, który namalowała w wieku 14 lat. Rozpoczęła później studia artystyczne na uczelni dla kobiet w Stambule. 
W 1920 roku, w wieku dziewiętnastu lat, Zeid wyszła za mąż za pisarza İzzet Melih Devrim. Na miesiąc miodowy pojechali do Wenecji, gdzie Zeid po raz pierwszy zetknęła się z europejskimi tradycjami malarskimi. Małżeństwo miało razem troje dzieci. Ich najstarszy syn zmarł na szkarlatynę, drugi syn Nejad został malarzem, a córka Şirin została aktorką teatralną. 
W 1928 roku Zeid wyjechała do Paryża i rozpoczęła naukę na Académie Ranson, gdzie studiowała u malarza Rogera Bissière. Po powrocie do Stambułu w 1929 roku Zeid kontynuowała naukę na Akademii Sztuk Pięknych w Stambule. 
Jej brat Cevat Şakir Kabaağaçlı został pisarzem, a jej siostra Aliye Berger malarką. 

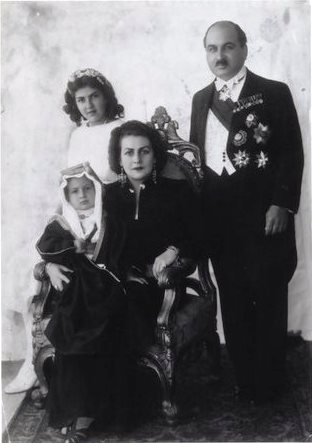
Książę Zeid Al-Hussein i księżna Fahrelnissa Zeid z dziećmi: księżniczką Szirin i księciem Raadem w Bagdadzie (1938)

### 1930–1944
Zeid rozwiodła się z Devrimem w 1934 roku i poślubiła księcia Zeida bin Husseina z Iraku, który w 1935 roku został pierwszym ambasadorem Królestwa Iraku w Niemczech. Para przeprowadziła się do Berlina, gdzie Zeid była gospodarzem wielu wydarzeń towarzyskich, jako żona ambasadora. Mówi się, że w tym czasie została także zaproszona na herbatę do Adolfa Hitlera, z którym rozmawiała o sztuce. Ze względu na zbliżającą się wojnę, książę Zeid i jego rodzina zostali później odwołani do Iraku, gdzie zamieszkali w Bagdadzie. 
Zeid popadła w depresję i, za radą wiedeńskiego lekarza, po krótkim czasie wróciła do Paryża. Następne lata życia spędziła podróżując między Paryżem, Budapesztem i Stambułem, próbując skupić się na malarstwie i podbudować zdrowie psychiczne. 
Zeid zaangażowała się w działalność stambulskiej D Grubu, awangardowej grupy malarzy pracujących w nowo powstałej Republice Tureckiej. Chociaż jej związek z grupą był krótkotrwały, wspólne wystawy organizowane od 1944 roku dały Zeid pewność siebie, by zaczęła wystawiać samodzielnie. Artystka otworzyła pierwszą wystawę indywidualną w swoim domu w Maçka w Stambule w 1944 roku. 

### 1945–1957
By zorganizować przestrzeń dla swojej pierwszej wystawy indywidualnej, Zeid opróżniła pokoje swojego mieszkania w Stambule. W 1946 roku, po dwóch kolejnych wystawach indywidualnych w Izmirze (1945) i w Stambule (1946), Zeid przeniosła się do Londynu, gdzie książę Zeid Al-Hussein został pierwszym ambasadorem Królestwa Iraku przy brytyjskim dworze królewskim. Zeid nadal malowała i zamieniła pokój w ambasadzie irackiej w swoje studio. Ze względu na stanowisko męża w Londynie i wspólne obowiązki towarzyskie, poznała m.in. Elżbietę, królową matkę.
Od 1947 roku prace Zeid stały się bardziej złożone i ewoluowały od malarstwa figuratywnego w stronę abstrakcji. W tym czasie Zeid tworzyła pod wpływem abstrakcji powstających w Paryżu w okresie powojennym. W swoich dziełach oryginalnie łączyła swoje perskie, bizantyjskie, kreteńskie i orientalne korzenie z koncepcjami, stylami i technikami modernizmu.
Przez następną dekadę, żyjąc między Londynem a Paryżem, Zeid wykonała swoje najważniejsze prace. Eksperymentowała z monumentalnymi abstrakcyjnymi płótnami, które zanurzają widza w kalejdoskopowych strukturach dzięki gęstemu użyciu linii i żywych kolorów. Na wystawie w Galerie Dina Vierny (1953) Zeid pokazała swoje najnowsze prace abstrakcyjne, takie jak Ośmiornica Trytona i Morze Sargassowe. Wystawa została rok później pokazana w Institute of Contemporary Arts w Londynie. W połowie lat pięćdziesiątych Zeid była u szczytu kariery. W tym okresie zaprzyjaźniła się z grupą międzynarodowych artystów, takich jak Jean-Michel Atlan, Jean Dubuffet i Serge Poliakoff, którzy eksperymentowali z abstrakcją. 

### 1958–1991
W 1958 roku Zeid przekonała męża, księcia Zeida al-Husseina, aby nie wracał do Bagdadu w roli regenta, podczas gdy jego prabratanek, król Faisal II, wyjechał na wakacje. Para wybrała się do swojego domu letniskowego na wyspie Ischia w Zatoce Neapolitańskiej. 14 lipca 1958 roku nastąpił przewrót wojskowy w Iraku, w wyniku którego rodzina królewska została zamordowana. Książę Zeid i jego rodzina ledwo uniknęli śmierci i dostali tylko 24 godziny na opuszczenie irackiej ambasady w Londynie. Zamach na zawsze zmienił jej życie; Zeid przez następne dwa lata nie malowała. 
Zeid z rodziną wprowadziła się do mieszkania w Londynie i w wieku pięćdziesięciu siedmiu lat po raz pierwszy ugotowała posiłek. To doświadczenie było inspiracją dla rozpoczęcia malowania na kościach kurczaka, a następnie do tworzenia rzeźb z kości odlanych w żywicy, zwanych paléokrystalos. W swoim malarstwie zaczęła odchodzić od abstrakcji i zaczęła malować portrety swojej rodziny i innych bliskich jej osób. 
Kilka lat później jej najmłodszy syn, książę Raad, ożenił się i przeprowadził do Ammanu w Jordanii. W 1970 roku mąż Zeid zmarł w Paryżu, pięć lat później artystka przeniosła się do swojego syna w Ammanie. W 1976 roku założyła tam akademię sztuki i przez następne piętnaście lat uczyła i prowadziła grupę młodych kobiet, aż do swojej śmierci w 1991 roku.

## Retrospektywy
Pierwsza retrospektywa Zeid na Zachodzie odbyła się w Museum Ludwig w 1990 roku. W październiku 2012 roku kilka jej obrazów zostało sprzedanych na aukcji prowadzonej przez dom aukcyjny Bonhams za łączną kwotę 2 021 838 funtów, ustanawiając rekord dla artystki. 
W 2017 roku londyńska galeria Tate Modern zorganizowała dużą retrospektywę artystki. Według artykułu w „The Guardian”, wystawa miała na celu wyciągnąć artystkę „z zapomnienia, aby nie stała się kolejną artystką zapomnianą przez historię”. W centralnej części wystawy pokazano wielkoformatowe, abstrakcyjne obrazy Zeid z końca lat 40. i 50. XX wieku. Jej pięciometrowa praca zatytułowana Moje piekło (1951) została wcześniej pokazana w Londynie w 1954 roku. Ostatnia część przestrzeni została poświęcona portretom, na których Zeid skoncentrowała się w ostatnich latach w Ammanie, a także rzeźbom z żywicy. Wszystkie wystawione prace zostały wypożyczone z międzynarodowych kolekcji, a Tate Modern nabyła jeden z obrazów (Bez tytułu C) „aby mogła teraz być częścią naszej narracji”, jak powiedziała dyrektorka Tate Modern, Frances Morris. Kuratorką wystawy była Kerryn Greenberg, we współpracy z asystentem kuratora Vassilisem Oikonomopoulosem. Wystawa została pokazana pod koniec 2017 roku w Deutsche Bank KunstHalle i w 2018 roku w Muzeum Sursocka w Bejrucie. Muzeum Sztuki Nowoczesnej w Stambule wypożyczyło osiem prac na wystawę retrospektywną i wiosną 2017 roku zorganizowało wystawę Fahrelnissa Zeid z pracami ze swojej kolekcji, koncentrując się na twórczości Zeid w pomiędzy latami 40. i 70. XX wieku. Dyrektor muzeum, Levent Çalıkoğlu, stwierdził: „spóźnione zainteresowanie zachodnich muzeów i społeczności artystycznej dziełami Zeid [...] przywraca wartość jej pracy, na jaką zasługuje”. 
W 2017 ukazała się biografia Fahrelnissa Zeid: Painter of Inner Worlds, napisana przez byłą studentkę Zeid, Adilę Laïdi-Hanieh. Publikacja towarzyszyła wystawie retrospektywnej w Tate Modern. 
118 rocznica urodzin Zeid została uczczona 7 stycznia 2019 roku poprzez Google Doodle. 